# Loew Károly Frigyes
Loew Károly Frigyes, Lőw (Sopron, 1699. március 20. – Sopron, 1741. november 4.) botanikus, orvos.

## Életrajza
A líceumi évek után pozsonyi rokonnál, a botanizáló Windisch János Teofil pozsonyi orvosnál kezdte meg tanulmányait, aki felkeltette érdeklődését a növényvilág tanulmányozása iránt. 1717-től a jénai egyetemen tanult, 1721-ben itt lett orvosdoktor. Doktori értekezését az édesgyökerű páfrányokról (Polypodium) és azok gyógyhatásairól írta. Rövid időre visszatért szülővárosába, Sopronba, ahol elkezdte növénytani vizsgálatait, de 1722-ben Bécsbe ment, ahol orvosi állást kapott. Szakmáját magas színvonalon művelte, páciensei közé tartoztak német birodalmi hercegek és fejedelmek, osztrák főnemesek, külföldi követek.
Gyógyító tevékenysége mellett Savoyai Jenő Ferenc herceg botanikuskertjének növényeit tanulmányozta, és Antal Urlich szász-coburgi herceg ásvány- és kőzettárának, valamint éremgyűjteményének feldolgozásába is belekezdett. 1724-ben Pittalus néven felvételt nyert a császári tudományos akadémiára, ahol 1728-ban társelnökké (adjunctus) választották.
1738-ban tért vissza Sopronba, ahol folytatta botanikai munkáját. A magyar flórakutatás elhanyagoltságát látva, levélben fordult pályatársaihoz (Epistola ad celeberrimos omnium regionum botanicos…Semp roni, 1739) a "Flora Pannonica" megyénkénti megírása érdekében.
A tervezett műből csak az általa a két Deccarddal közösen írt Flora Pannonica seu Semproniensis-e készült el (kéziratban maradt), amely a leírt fajok bőségével (1098 növény nevét sorolja fel), tudományos színvonalával kiemelkedik korának botanikus művei közül. A kézirat az eredeti célkitűzést tekintve ugyan hiányos, hiszen jobbára Sopronban és a környező területeken (főként a fertő-menti dombvidék, a Szárhalom, a Dudlesz, illetve kisebb részben a Soproni-hegység és a Fertő vidékén) előforduló növényeket vette számba, de a felsorolt növények száma még így is majdnem háromszorosa a Clusius művében előforduló 359 fajnak.
A mű azonban nem lehetett teljes, mert Loew Károly Frigyes 1741-ben, két évvel a levél megírása után Sopronban elhunyt.
Munkásságáért az Academia Carolino-Leopoldina alelnökévé, a berlini Tudományos Akadémia tagjává választotta.